# Citadelle de Laon
La  citadelle de Laon  est une citadelle de Laon, dont la structure actuelle date du XVIe siècle.

## Histoire

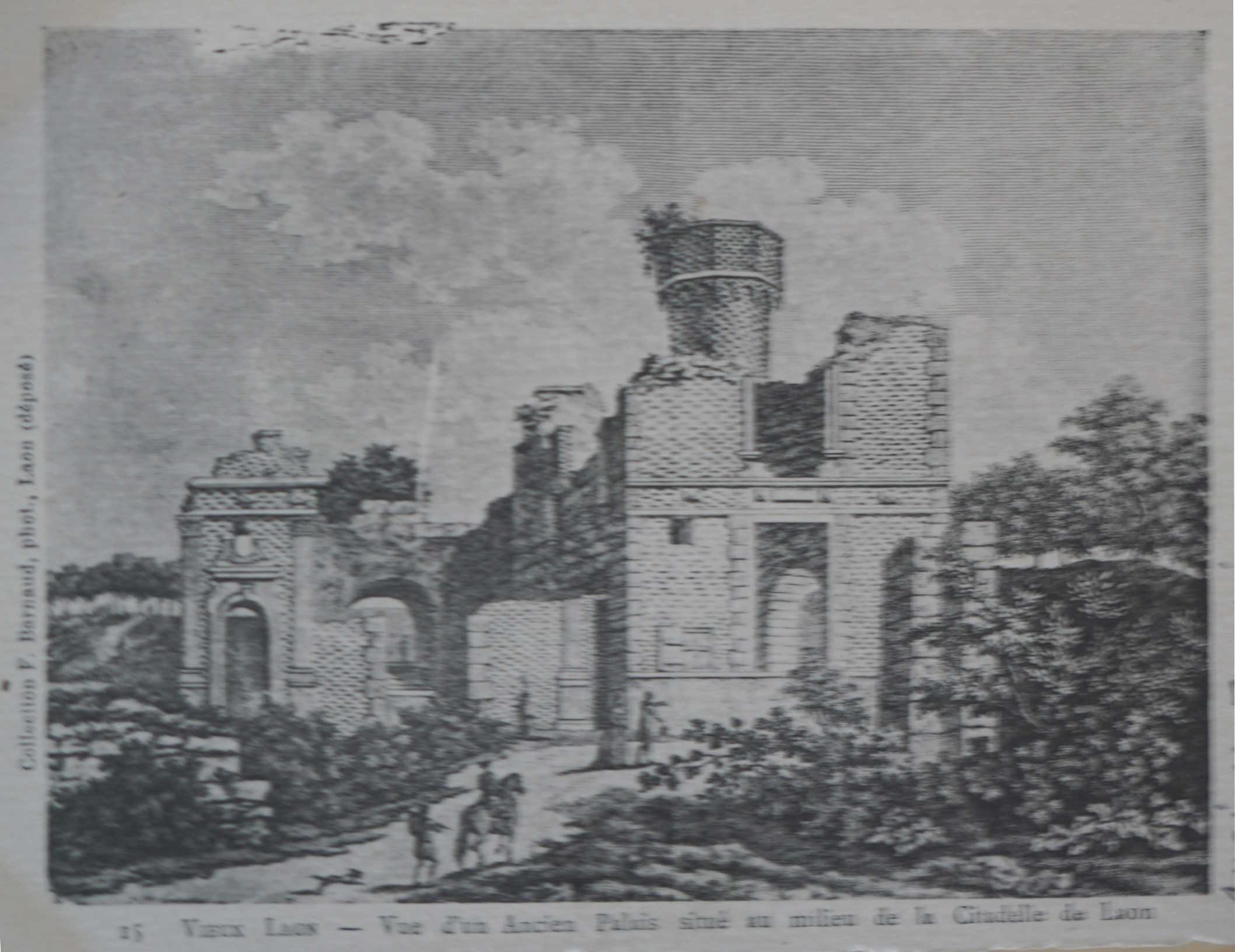
L'intérieur de la citadelle avec la tour Saint-Paul.

La porte de la citadelle fut bâtie en 1595, elle donnait d'un côté sur la ville et de l'autre permettait l'entrée en la citadelle. Citadelle qui fut demandée par Henri IV, qui après trois mois de siège faisait son entrée en la ville le 2 août 1595 ; il venant de reprendre la ville à la Ligue et se méfiait des habitants. Elle fut en premier temps débutée au lieu-dit les Retranchements situé au champ Saint-Martin. Les moines de l'abbaye obtinrent son déplacement au bourg-Saint-Georges. Elle fut construite en commençant par la porte-Saint-Georges qui fut plus tard murée. La citadelle était entourée de fossés et avait un pont-levis pour y entrer depuis la ville, elle contenait la tour Saint-Paul accolée à la demeure du gouverneur et quelques magasins. Alors que les habitants de la ville en demandaient la démolition en 1614, la citadelle fut renforcée par une tourelle en l'angle sud-est en 1621.
La citadelle fut lentement démilitarisée, au XVIIIe siècle de nombreuses maisons s'y étaient érigé. En 1757, l'intendant de Soissons donnait l'autorisation de combler les fossés et de maintenir les habitations mais la citadelle faisait partie de l'apanage du duc d'Orléans, bien confisqué et vendu comme bien national en l'An V.

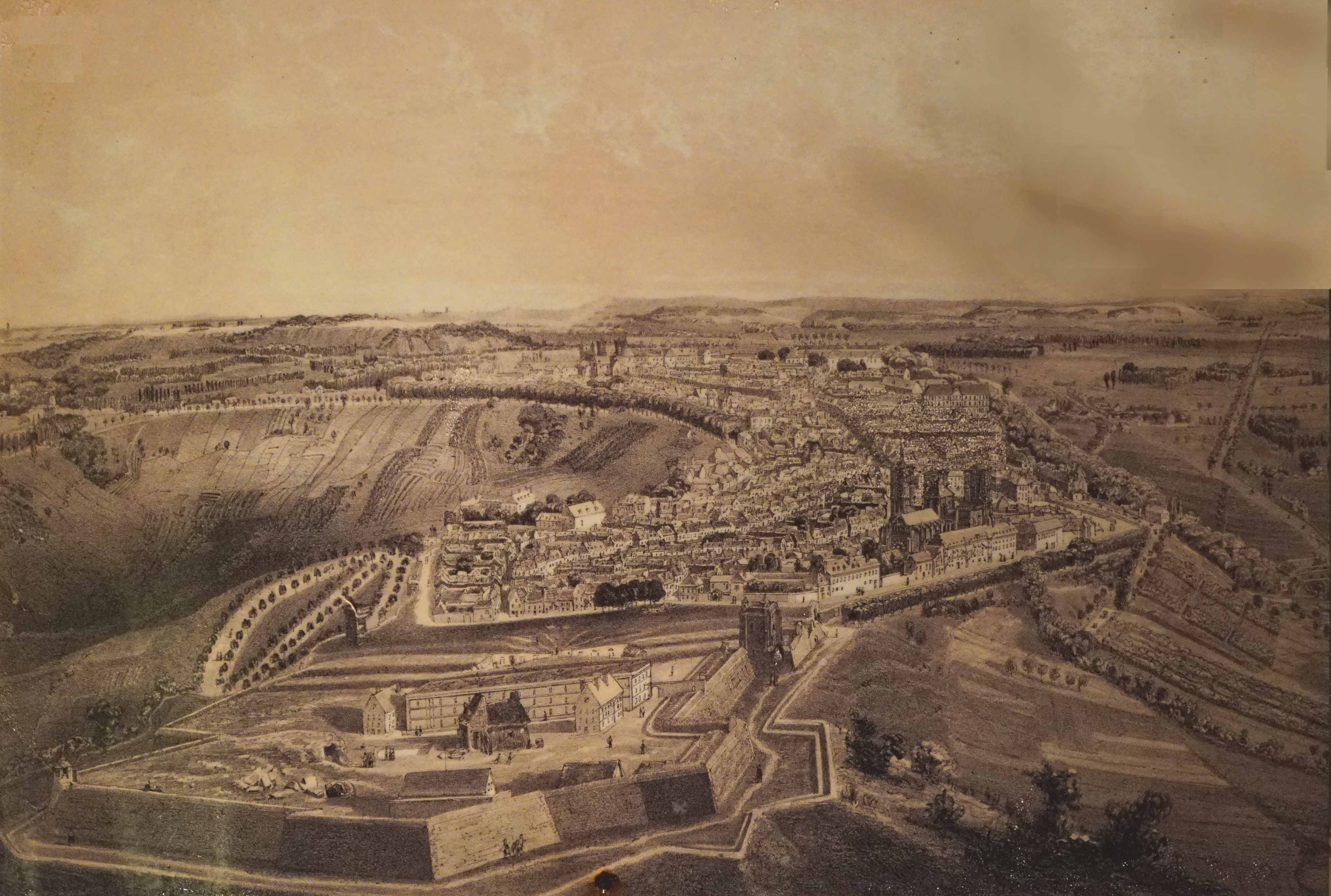
Configuration de la fin XIXe siècle avec le beffroi.

En 1835, les habitations furent rasées car la citadelle reprenait son affectation militaire. Fossés creusés, caserne sur l'emprise et murailles consolidées. Elle a marqué la ville lors de la guerre de 1870, un magasinier a mis le feu à la poudrière quand la ville signait sa reddition, causant de très nombreux morts et blessés et des dégâts considérables comme à l'église de Vaux-sous-Laon.
Elle sert actuellement de cité administrative, l'ancienne poudrière et les souterrains se visitent.

## Galerie d'images actuelles

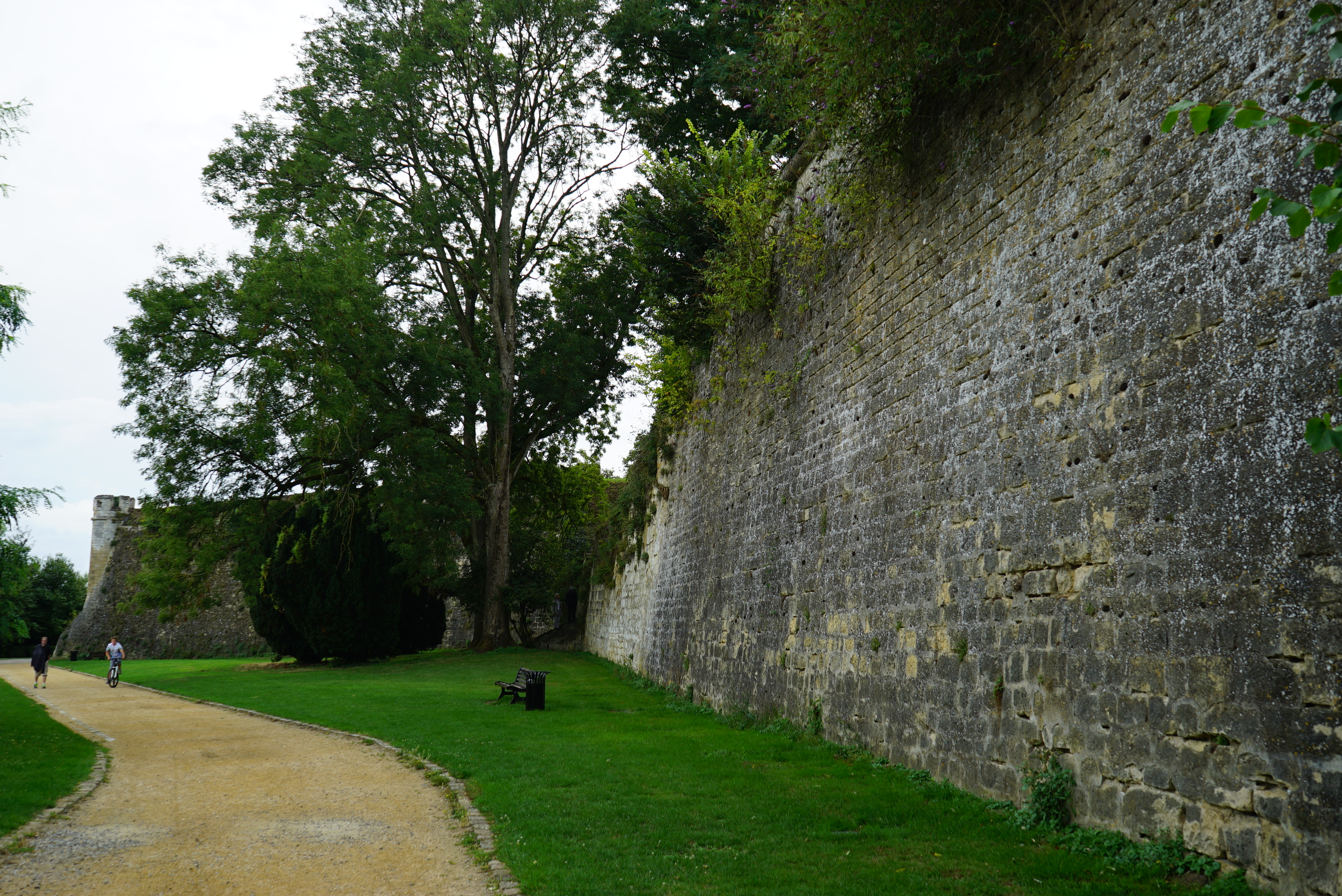
Extérieur vers le nord et l'est.
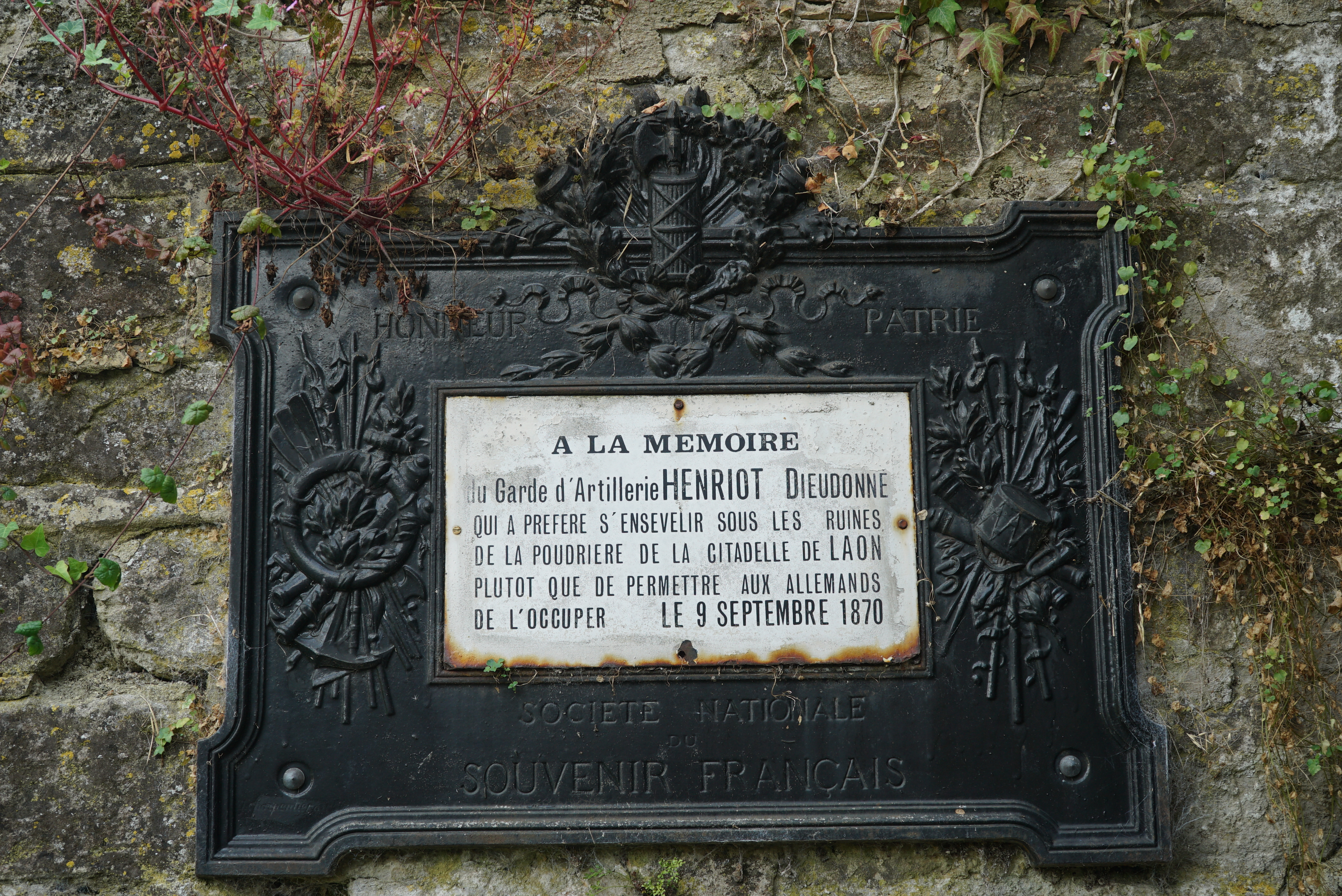
Le souvenir français plaque à Henriot.
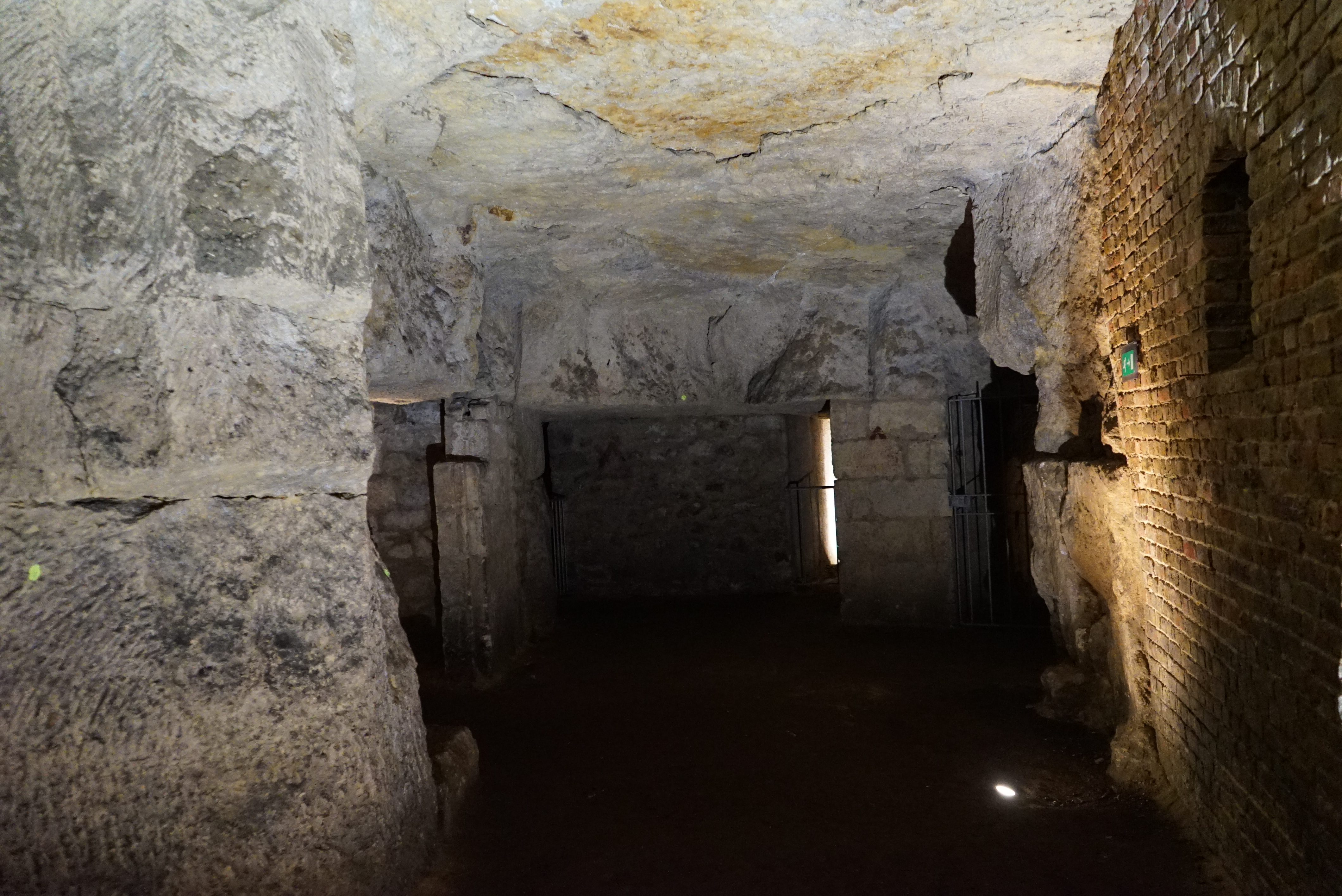
Carrière, un pilier de soutènement et un mur de briques.
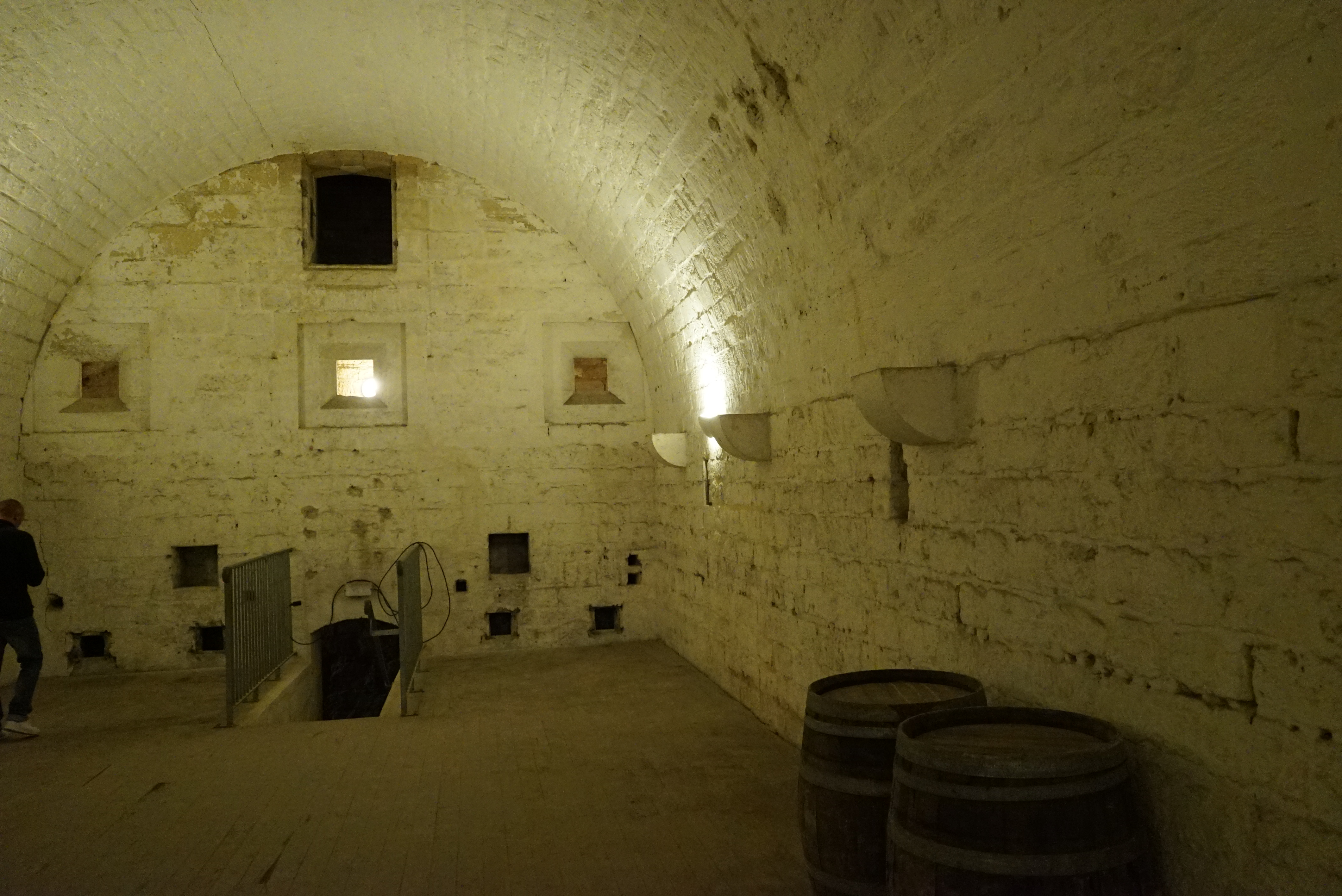
Poudrière.
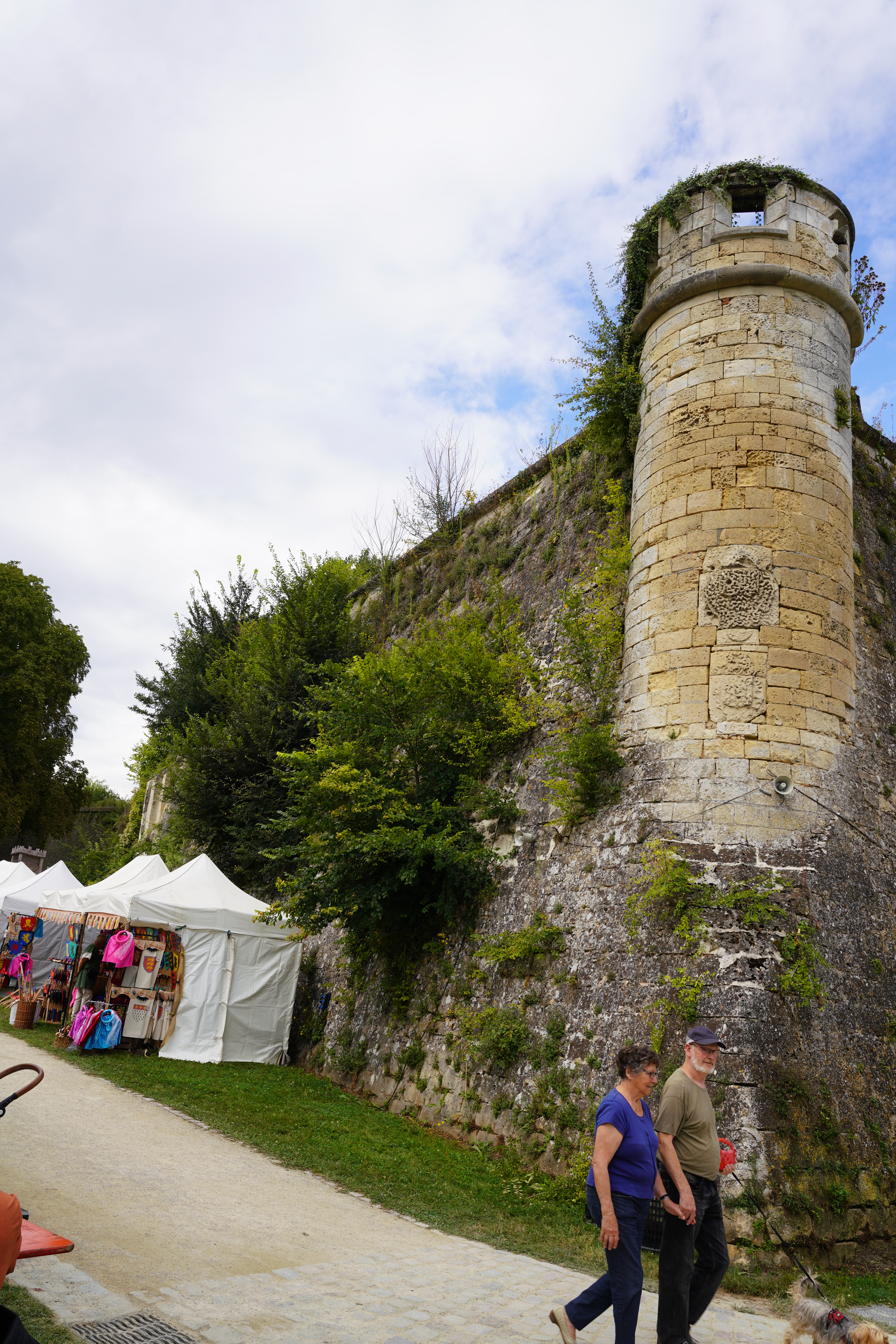
Un bastion d'angle et une
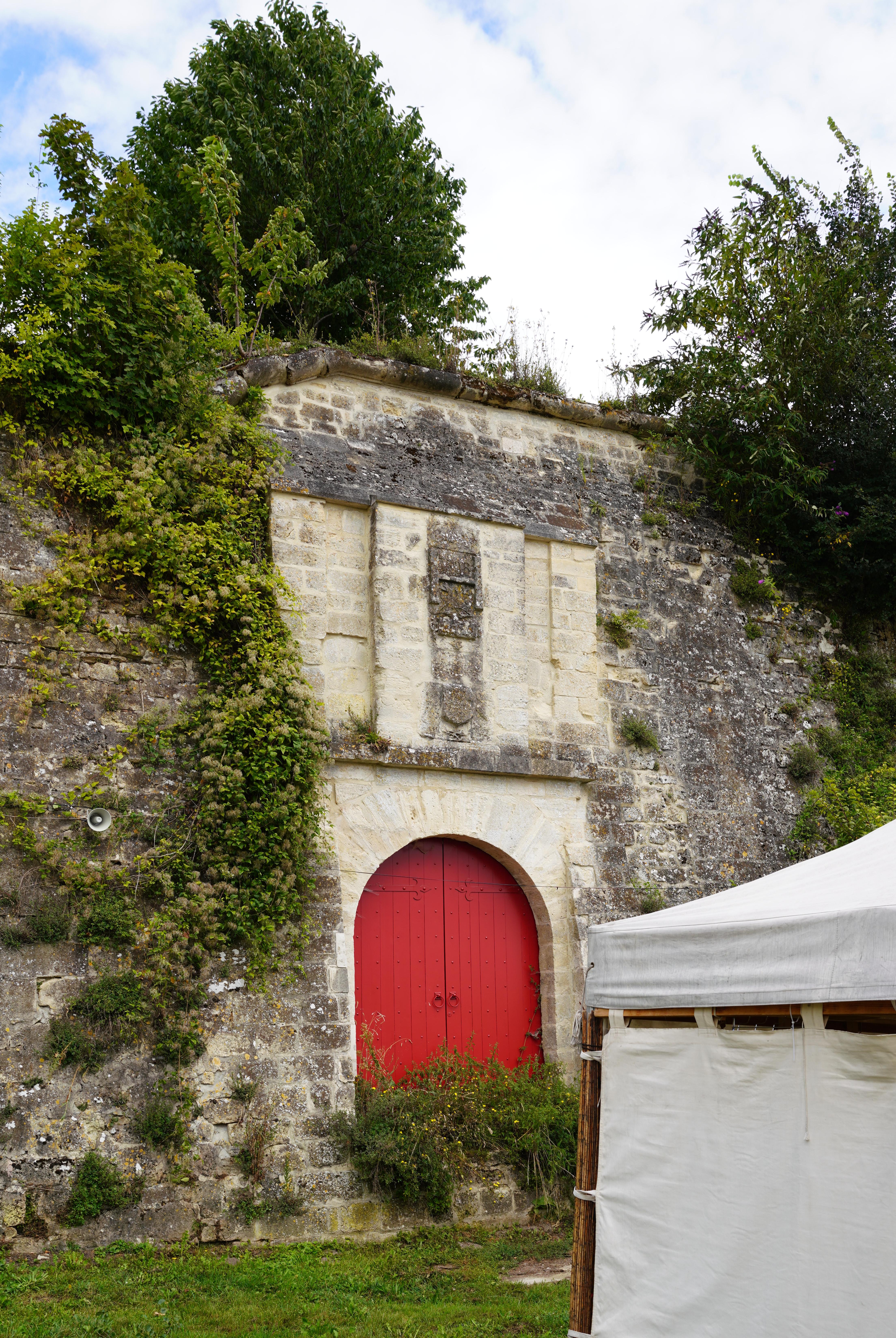
porte sur les douves, en 2024 lors des fêtes médiévales.

La porte est classée monument historique en 1927.